# Sarcochilus dilatatus
Sarcochilus dilatatus är en orkidéart som beskrevs av Ferdinand von Mueller. Sarcochilus dilatatus ingår i släktet Sarcochilus och familjen orkidéer. Inga underarter finns listade i Catalogue of Life.